# 23 maart
23 maart is de 82ste dag van het jaar (83ste dag in een schrikkeljaar) in de gregoriaanse kalender. Hierna volgen nog 283 dagen tot het einde van het jaar.

## Gebeurtenissen
- Algemeen
  - 1751 - Bij een dijkdoorbraak nabij Uitweg ontstaat een wiel.
  - 1950 - Oprichting van de Wereld Meteorologische Organisatie (WMO).[1]
  - 1956 - De Nederlandse Organisatie voor Internationale Bijstand, Novib, wordt opgericht. Tegenwoordig heet deze organisatie Oxfam Novib.
  - 1994 - Aeroflot-vlucht 593 stort in Siberië neer tijdens een vlucht van Moskou naar Hongkong waarbij alle 75 inzittenden van de Airbus A310 om het leven komen.[2]
  - 2020 - Aanscherping eerste lockdown tijdens de COVID-19 pandemie.
- Criminaliteit en veiligheid
  - 1860 - Executie van Ype Baukes de Graaf, de laatste voltrekking van de doodstraf in Friesland in vredestijd.
  - 1997 - Bij Beverwijk vinden gevechten tussen supporters van Ajax en Feyenoord plaats waarbij een dode valt, de Slag bij Beverwijk.
  - 2018 - In Frankrijk komen vier personen om bij een gijzelingsactie. De politiefunctionaris Arnaud Beltrame overleed een dag later na zijn heldendaad om de plek van de gegijzelden in te nemen.
- Kunst en cultuur
  - 1998 - De film Titanic wint elf Oscars en evenaart daarmee het record van Ben-Hur uit 1959.[3]
  - 2012 - De film The Hunger Games (De Hongerspelen) gaat in Amerika in première.
- Oorlog
  - 625 - Slag bij Uhud: Mohammed en zijn volgelingen moeten zich bij de berg Uhud (nabij Medina) terugtrekken. De Mekkanen zetten de achtervolging niet in en de strijd blijft onbeslist.
  - 1530 - Keizer Karel V schenkt het inmiddels steeds christelijker geworden eiland Malta aan de orde van de johannieters.
  - 1945 - Het grote offensief begint voor de bevrijding van het nog bezette deel van Nederland.
  - 1991 - Begin van de Sierra Leoonse Burgeroorlog na de inval van het Revolutionary United Front, gesteund door troepen van de Liberiaanse legerleider Charles Taylor, in een poging de regering van Joseph Momoh af te zetten.
  - 1999 - NAVO-secretaris-generaal Javier Solana geeft opdracht tot luchtaanvallen op militaire doelen in ex-Joegoslavië wegens de crisis in Kosovo.
- Politiek
  - 1648 - Frankrijk en de Republiek der Zeven Verenigde Nederlanden tekenen het Verdrag van Concordia waarin de deling van het eiland Sint Maarten geregeld wordt.
  - 1801 - Tsaar Paul I van Rusland wordt vermoord door een groep Russische officieren.
  - 1919 - Benito Mussolini richt de fascistische partij op.
  - 1971 - Belgische en Nederlandse boeren protesteren in Brussel gewelddadig tegen het plan-Mansholt.
  - 1994 - De Mexicaanse presidentskandidaat Luis Donaldo Colosio wordt vermoord in Tijuana.
  - 2005 - In Nederland treedt D66-minister Thom de Graaf van Bestuurlijke Vernieuwing af, nadat in de Nacht van Van Thijn de gekozen burgemeester door de Eerste Kamer is getorpedeerd.
  - 2007 - Bij de strijd in de Congolese hoofdstad Kinshasa tussen het regeringsleger en troepen loyaal aan oud-rebellenleider en voormalig vicepresident Jean-Pierre Bemba vallen naar schatting zestig doden.
  - 2012 - In Venezuela wordt FARC-strijder William Alberto Asprilla opgepakt, die wordt verdacht van de moord op drie Amerikanen in 1999.
  - 2012 - De Europese Unie besluit tot nieuwe sancties tegen Wit-Rusland als straf voor de onderdrukking van de oppositie. Twaalf handlangers van het regime worden toegevoegd aan een zwarte lijst.
- Religie
  - 1931 - Benoeming van de Nederlander Leo Kierkels tot apostolisch delegaat in Brits-Indië.
  - 1977 - Moord op de Congolese kardinaal Emile Biayenda, aartsbisschop van Brazzaville.
  - 2013 - Paus Franciscus I ontmoet paus emeritus Benedictus XVI in het pauselijk zomerverblijf in Castel Gandolfo. De ontmoeting is hoogst uitzonderlijk, omdat een paus doorgaans in het harnas sterft en zijn opvolger daarna pas wordt gekozen.
- Sport
  - 1982 - Het Nederlands voetbalelftal fungeert als sparringpartner voor het WK voetbal 1982. Op Hampden Park in Glasgow wint Schotland met 2-1 van Oranje.
  - 1988 - Het Nederlands voetbalelftal begint de aanloop naar het EK voetbal 1988 in Londen met een 2-2 gelijkspel in de oefeninterland tegen Engeland.
  - 1996 - Schaatsster Christine Aaftink verbetert in Calgary haar eigen Nederlands record op de 500 meter (40,14 seconden) en duikt als eerste vrouw onder de 40 seconden: 39,88 seconden.
  - 1999 - Zwemmer Grant Hackett uit Australië scherpt in Brisbane het wereldrecord op de 200 meter vrije slag aan tot 1.46,67. De mondiale toptijd stond sinds 1989 met 1.46,69 op naam van Giorgio Lamberti.
  - 2006 - Darter Raymond van Barneveld gooit als eerste Nederlander ooit een 9-darter op een televisietoernooi tijdens de Holsten Premier League.
- Wetenschap en technologie
  - 1840 - De New Yorker John William Draper maakt bekend en bewijst dat het hem is gelukt om een scherpe foto van de maan te maken. Daarmee is hij de eerste persoon die dat is gelukt.[4]
  - 1857 - New York beleeft de wereldprimeur van de personenlift met valbeveiliging.
  - 1948 - In Parijs wordt de Citroën 2CV (Lelijke Eend /Geit) ten doop gehouden
  - 1965 - Lancering van de Gemini 3, de eerste Amerikaanse ruimtevlucht met een meerpersoons bemanning.
  - 1989 - Stanley Pons en Martin Fleischmann maken bekend koude kernfusie te hebben gerealiseerd.
  - 2001 - Brokstukken van het ruimtestation Mir komen neer in de Stille Oceaan.
  - 2023 - Lancering van een Terran 1 raket van Relativity Space vanaf Kennedy Space Center Lanceercomplex 16 voor de Good Luck, Have Fun testmissie met een neplading. Door een technisch probleem aan de tweede trap bereikt de raket niet een omloopbaan rond de Aarde. De raket is vrijwel geheel gemaakt met 3D-printtechniek. Het is de eerste orbitale lanceerpoging vanaf platform 16 en het is de eerste Amerikaanse raket die methalox als brandstof gebruikt.[5][6]
  - 2023 - Lancering van een Sojoez 2.1a raket vanaf Plesetsk Kosmodroom platform 43/3 voor de Cosmos 2567 missie met (waarschijnlijk) de Bars-M no 4 elektro-optische gebiedsobservatiesatelliet.[7]
  - 2024 - De Zon stoot een zonnevlam met een sterkte van X1,1 uit en dit veroorzaakt een coronal mass ejection die de Aarde kan raken en voor G2 of G3-geomagnetische stormcondities kan gaan zorgen. Korte tijd later ontstaat er een eruptie van een filament. Verspreid over de dag worden een aanzienlijk aantal zwakkere zonnevlammen waargenomen.[8]
  - 2024 - Lancering van een Sojoez 2.1a raket van Roskosmos vanaf Bajkonoer Kosmodroom platform 31/6 met het Sojoez MS-25 ruimtevaartuig dat de kosmonaut Oleg Novitski van Roskosmos, astronaute Tracy Caldwell Dyson van NASA en de Wit-Russische kosmonaute Marina Vasilevskaja naar het ISS zal brengen. Vasilevskaja is de eerste Wit-Rus die naar de ruimte gaat. Zij vormt samen met Dyson het eerste vrouwelijke duo dat aan boord van een Russisch ruimtevaartuig wordt gelanceerd.[9][10]
  - 2024 - Het Amerikaanse ruimtevaartbedrijf Intuitive Machines maakt bekend dat de Odysseus maanlander die sinds 23 februari 2023 op de Maan aanwezig is niet meer actief zal worden. Volgens de vluchtleiding is de stroomvoorziening van het toestel niet toereikend om nog succesvol contact met de Aarde te kunnen maken.[11]
  - 2024 - Na een vlucht van ongeveer 39 uur koppelt een Dragon ruimtevaartuig dat de Dragon CRS-2 SpX-30 missie uitvoert met het ISS. Er is ruim 2800 kg lading aan boord van het ruimtevrachtschip.[12]

## Geboren

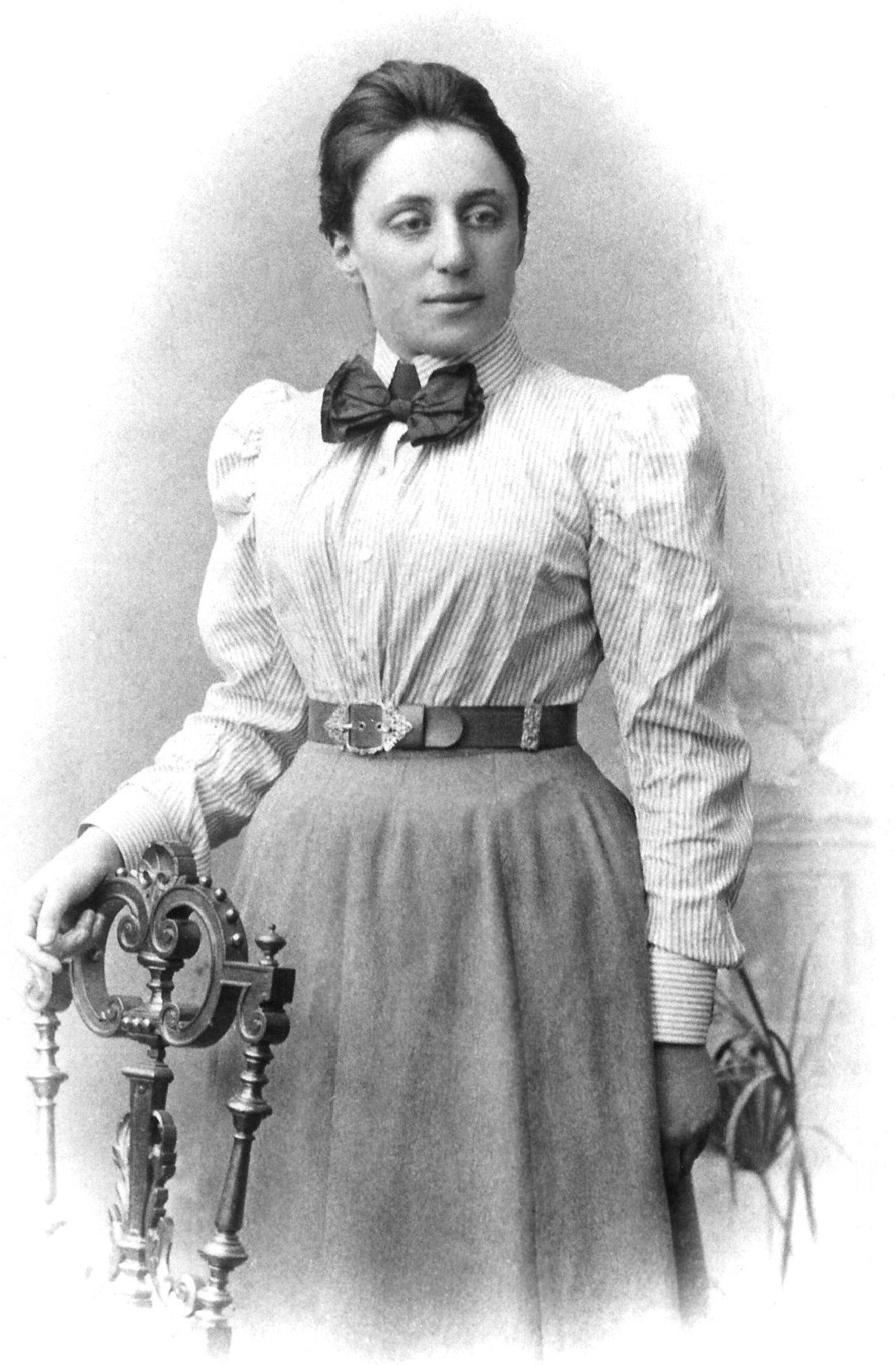
Emmy Noether
geboren in 1882

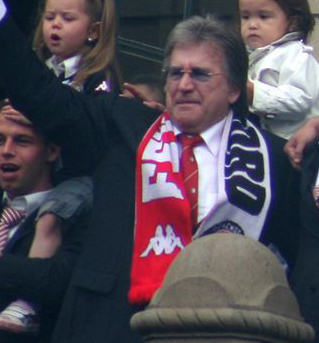
Lee Towers
geboren in 1946

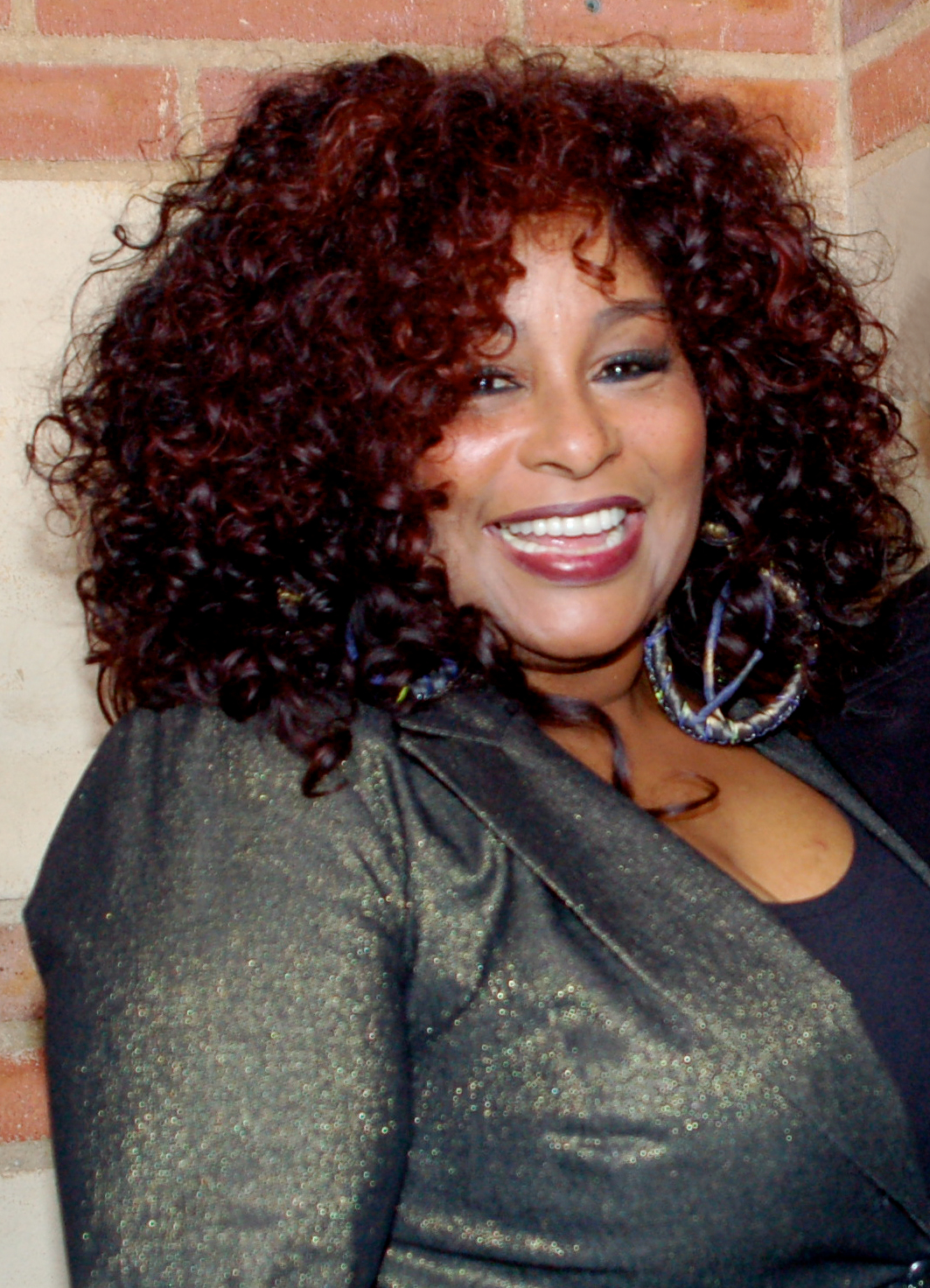
Chaka Khan
geboren in 1953

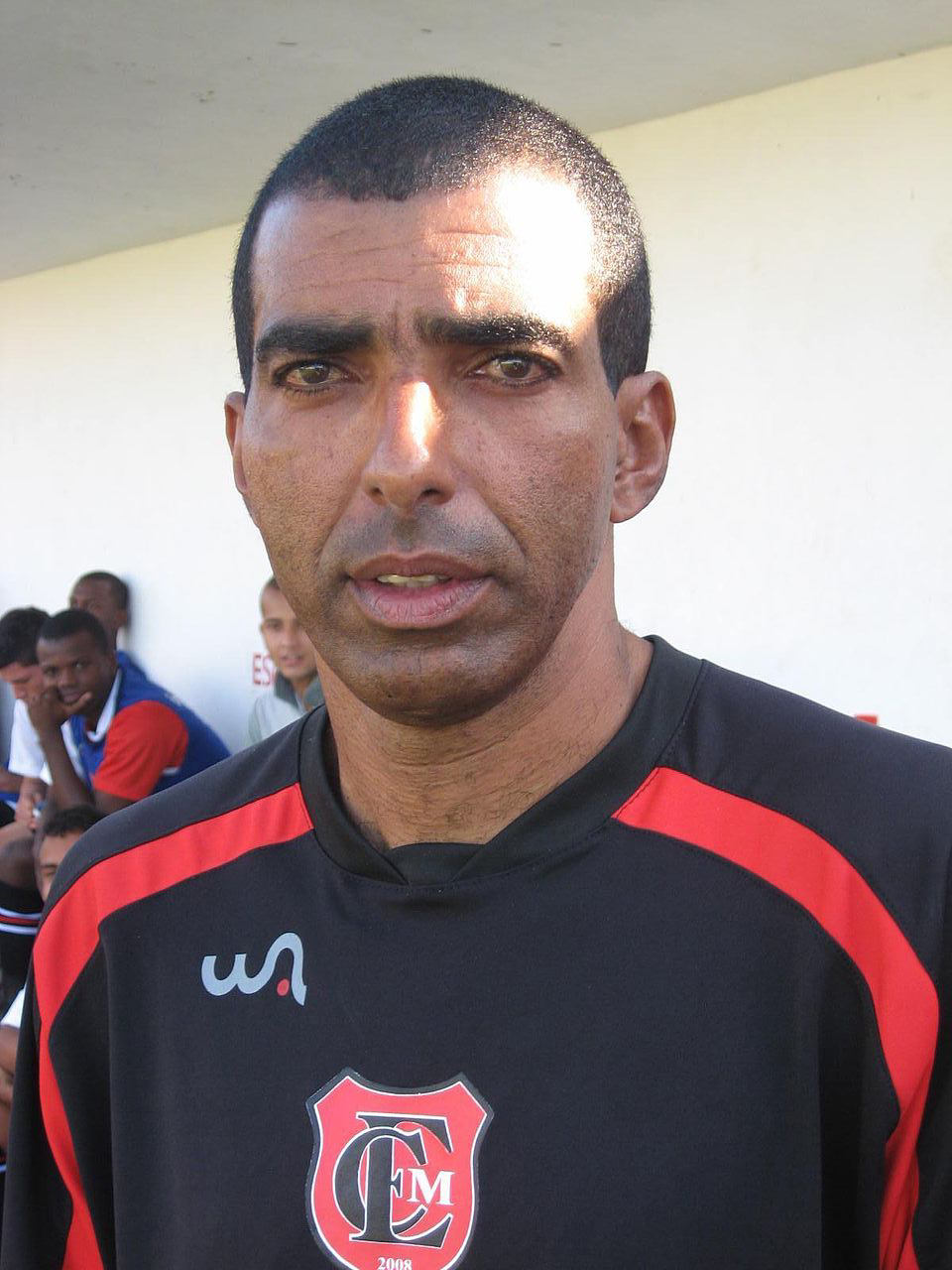
Mário Tilico
geboren in 1965

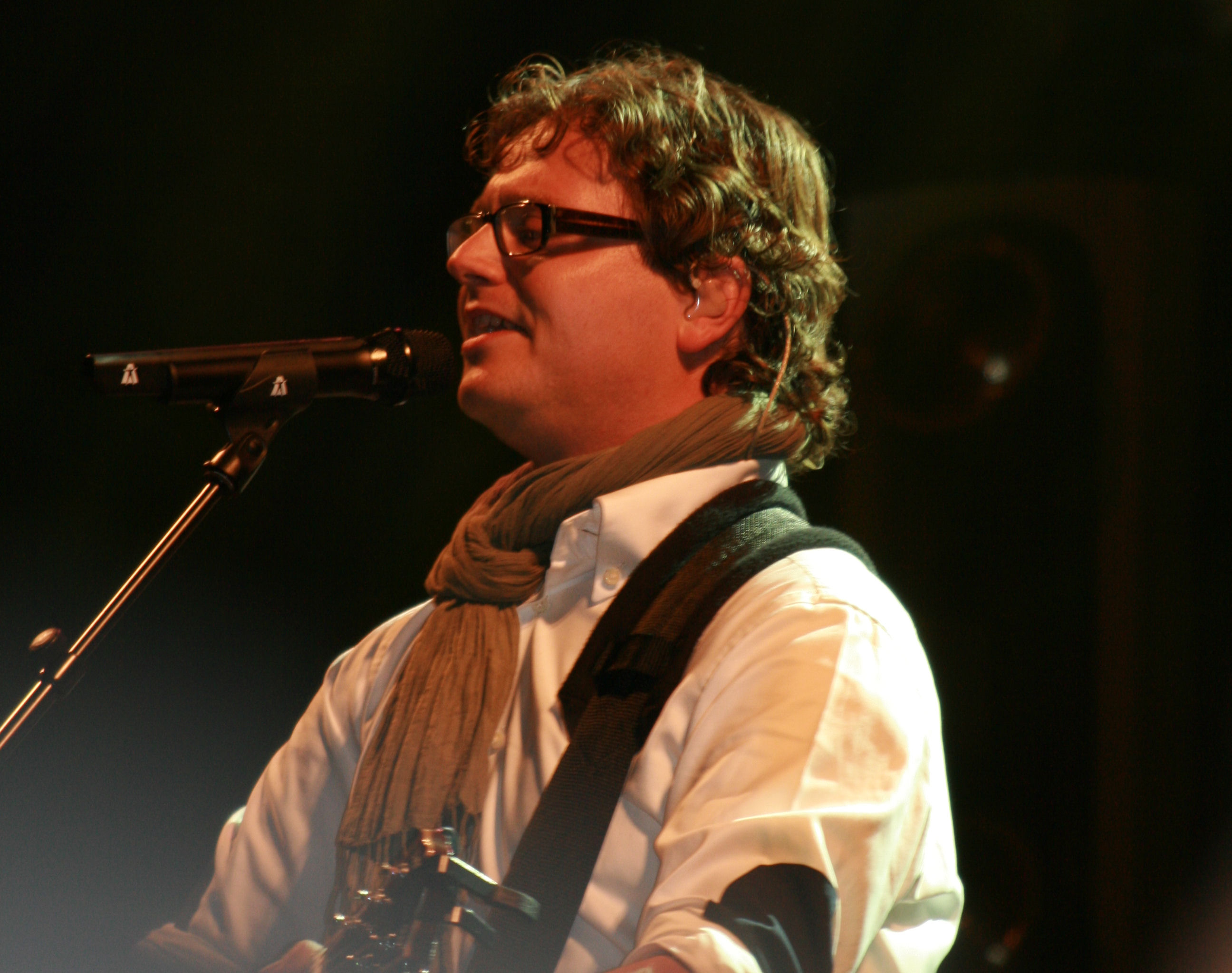
Guus Meeuwis
geboren in 1972

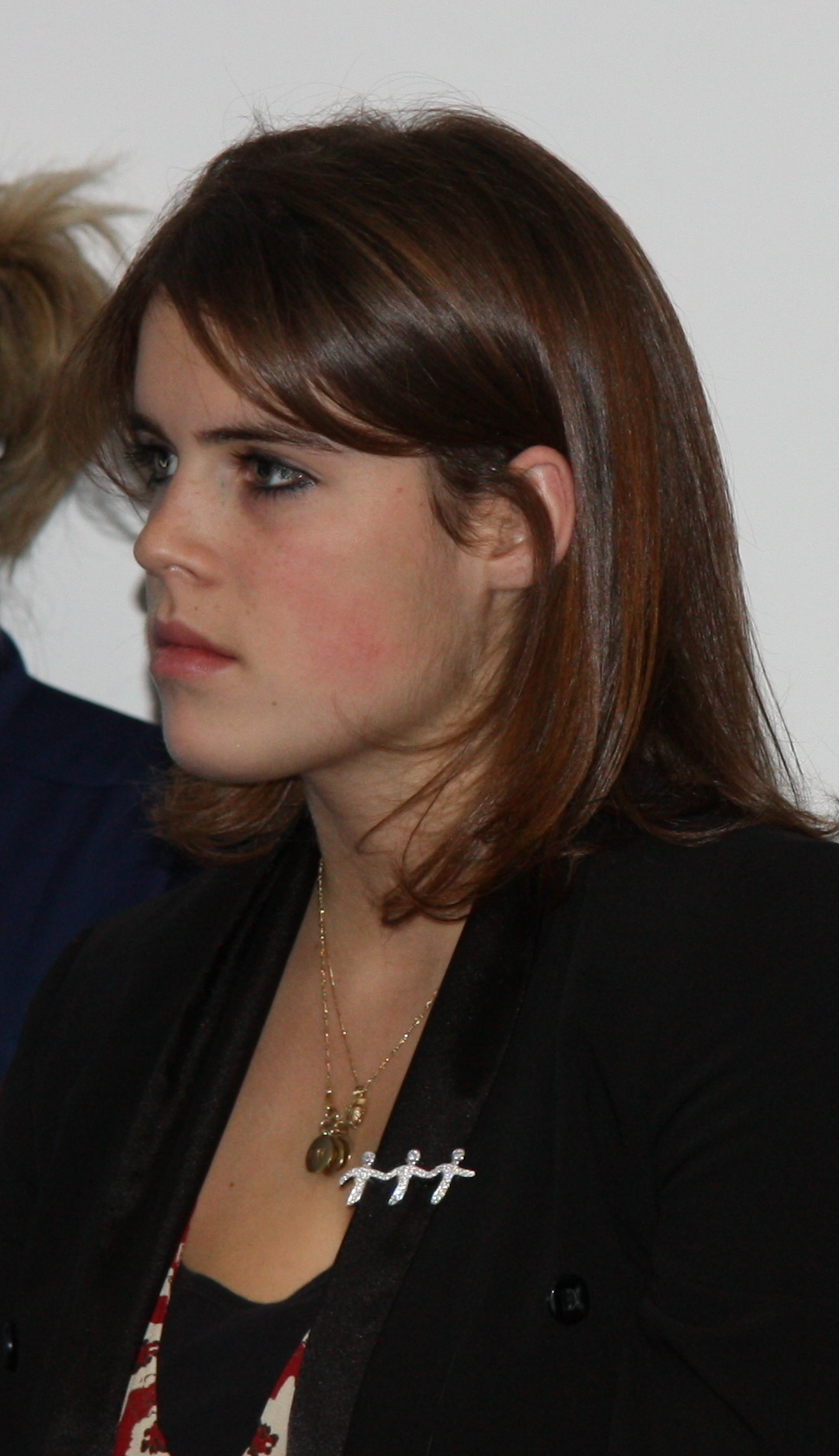
Eugenie van York
geboren in 1990

- 1395 - Johan Jacob van Monferrato, markgraaf van Monferrato (overleden 1445)
- 1430 - Margaretha van Anjou, koningin van Engeland (overleden 1482)
- 1732 - Madame Adélaïde van Frankrijk, Frans prinses (overleden 1800)
- 1749 - Pierre-Simon Laplace, Frans wiskundige (overleden 1827
- 1769 - William Smith, Engels ingenieur en geoloog (overleden 1839)
- 1777 - Claire de Duras, Frans schrijfster (overleden 1828)
- 1823 - Schuyler Colfax, Amerikaans politicus en vicepresident (overleden 1885)
- 1826 - Léon Minkus, Tsjechisch/Oostenrijks componist (overleden 1917)
- 1839 - Otto Eerelman, Nederlands kunstschilder (overleden 1926)
- 1858 - Ludwig Quidde, Duits pacifist/Nobelprijswinnaar (overleden 1941)
- 1863 - Gotfried Coenraad Ernst van Daalen, Nederlands militair (overleden 1930)
- 1864 - Hjalmar Borgstrøm, Noors componist (overleden 1925)
- 1866 - Maurice Pic, Frans entomoloog (overleden 1957)
- 1868 - Dietrich Eckart, Duits publicist (overleden 1923)
- 1868 - Fiddlin' John Carson, Amerikaans hillbilly-fiddler en -zanger (overleden 1949)
- 1881 - Roger Martin du Gard, Frans auteur (overleden 1958)
- 1881 - Hermann Staudinger, Duits scheikundige (overleden 1965)
- 1882 - Emmy Noether, Duits wiskundige (overleden 1935)
- 1885 - Platt Adams, Amerikaans atleet (overleden 1961)
- 1887 - Juan Gris, Spaans kunstschilder (overleden 1927)
- 1889 - David Bueno de Mesquita, Nederlands kunstenaar (overleden 1962)
- 1889 - Camilo Osias, Filipijns politicus en schrijver (overleden 1976)
- 1895 - Encarnacion Alzona, Filipijns historicus en schrijver (overleden 2001)
- 1899 - Ilse Bing, Duits fotografe (overleden 1998)
- 1899 - Siebe Jan Bouma, Nederlands architect (overleden 1959)
- 1900 - Erich Fromm, Duits psycholoog (overleden 1980)
- 1905 - Lale Andersen, Duits singer-songwriter (overleden 1972)
- 1905 - Joan Crawford, Amerikaans actrice (overleden 1977)
- 1907 - Daniel Bovet, Italiaans farmacoloog (overleden 1992)
- 1910 - Akira Kurosawa, Japans filmregisseur (overleden 1998)
- 1912 - Wernher von Braun, Duits-Amerikaans raketpionier (overleden 1977)
- 1915 - Lodewijk Meeter, Fries-Nederlands skûtsjeschipper (overleden 2006)
- 1915 - Henny Radijs, Nederlands keramist (overleden 1991)
- 1915 - Vasili Zajtsev, Russisch scherpschutter (overleden 1991)
- 1916 - Harkishan Singh Surjeet, Indiaas politicus (overleden 2008)
- 1922 - Ugo Tognazzi, Italiaans filmacteur, regisseur en scenarioschrijver (overleden 1990)
- 1923 - Sully Boyar, Amerikaans acteur (overleden 2001)
- 1925 - Jan Piket, Nederlands hoogleraar fysische geografie en cartografie (overleden 2020)
- 1926 - Marcel Ernzer, Luxemburgs wielrenner (overleden 2003)
- 1926 - Conny van Rietschoten, Nederlands zeezeiler (overleden 2013)
- 1929 - Roger Bannister, Brits atleet en neuroloog (overleden 2018)
- 1929 - Gerrit den Braber, Nederlands tekstschrijver en presentator (overleden 1997)
- 1929 - Anne Posthumus, Nederlands componist, militaire kapelmeester, muziekpedagoog en eufoniumspeler (overleden 2004)
- 1930 - Frank Swaelen, Belgisch politicus (overleden 2007)
- 1931 - Jevgeni Grisjin, Russisch schaatser (overleden 2005)
- 1931 - Viktor Kortsjnoj, Russisch schaakgrootmeester (overleden 2016)
- 1931 - Joseph Mewis, Belgisch worstelaar
- 1932 - Bernhard van Haersma Buma, Nederlands burgemeester (overleden 2020)
- 1932 - Steve Mokone, Zuid-Afrikaans voetballer (overleden 2015)
- 1932 - Henk Visser, Nederlands atleet (overleden 2015)
- 1933 - Hayes Alan Jenkins, Amerikaans kunstschaatser
- 1933 - Joop Falke, beeldend kunstenaar en edelsmid (overleden 2016)
- 1933 - Rim Sartori, Nederlands schrijfster en dichteres (overleden 2025)
- 1933 - John Taylor, Brits autocoureur (overleden 1966)
- 1933 - Philip Zimbardo, Amerikaans sociaal psycholoog en onderzoeker (overleden 2024)
- 1936 - Bruce Kessler, Amerikaans autocoureur en film- en televisieregisseur (overleden 2024)
- 1939 - Jochen Neerpasch, Duits autocoureur en manager
- 1939 - Rosie Reyes, Mexicaans-Frans tennisspeelster (overleden 2024)
- 1940 - Alan Blaikley, Engels liedjesschrijver en producer (overleden 2022)
- 1941 - Henk van den Breemen, Nederlands militair en generaal (overleden 2024)
- 1941 - Peer Mascini, Nederlands acteur (overleden 2019)
- 1942 - Ama Ata Aidoo, Ghanees schrijfster (overleden 2023)
- 1943 - Marva, Belgisch zangeres
- 1945 - Franco Battiato, Italiaans singer-songwriter (overleden 2021)
- 1945 - Rudi Simon, Belgisch atleet
- 1945 - Peter Swinkels, Nederlands bestuurder
- 1946 - Hubert Damen, Belgisch acteur
- 1946 - Hay Holthuijsen, Nederlands voetballer (overleden 2023)
- 1946 - Leen Huijzer (Lee Towers), Nederlands zanger
- 1946 - Pepe Lienhard, Zwitsers muzikant
- 1948 - Reinildis van Ditzhuyzen, Nederlands historica en schrijfster
- 1949 - Ric Ocasek, Amerikaans zanger en gitarist (overleden 2019)
- 1950 - Olga Buckley, Arubaans dichteres en kinderboekenschrijfster
- 1950 - Hennie van der Most, Nederlands ondernemer
- 1951 - Michel Aupetit, Frans aartsbisschop
- 1951 - Bernd Landvoigt, Oost-Duits roeier
- 1951 - Jörg Landvoigt, Oost-Duits roeier
- 1951 - Karen Young, Amerikaans zangeres (overleden 1991)
- 1953 - Chaka Khan, Amerikaans zangeres
- 1954 - Dick ter Hark, Nederlands nieuwslezer
- 1956 - José Manuel Barroso, Portugees (euro)politicus
- 1956 - Graham Watson, Brits politicus
- 1958 - Etienne De Wilde, Belgisch wielrenner
- 1958 - Dirk Stahmann, Oost-Duits voetballer
- 1958 - Ton Strien, Nederlands ambtenaar en politicus
- 1959 - Catherine Keener, Amerikaans actrice
- 1959 - Lennart van der Meulen, Nederlands omroepdirecteur (overleden 2024)
- 1961 - Gregor Bak, Nederlands televisiepresentator en muzikant
- 1962 - Steve Redgrave, Brits roeier
- 1962 - Adrian Sprott, Schots voetballer (overleden 2023)
- 1963 - José Miguel González Martín (Míchel), Spaans voetballer
- 1963 - Ana Fidelia Quirot, Cubaans atlete
- 1963 - Monique Rosier, Nederlands actrice
- 1964 - Heike Schäfer, Duits schlagerzangeres
- 1964 - Sandra Timmerman, Nederlands zangeres (overleden 2021)
- 1965 - Mário Tilico, Braziliaans voetballer
- 1966 - Johan Krajenbrink, Nederlands dammer
- 1966 - Alfred Nijhuis, Nederlands voetballer en voetbaltrainer
- 1966 - Gijs Staverman, Nederlands radio- en televisiepresentator
- 1966 - Michael Stremel, Amerikaans filmproducent (overleden 2001)
- 1968 - Damon Albarn, Engels muzikant
- 1968 - Fernando Hierro, Spaans voetballer
- 1969 - Youri Mulder, Nederlands voetballer en voetbalanalyticus
- 1969 - Fredrik Nyberg, Zweeds alpineskiër
- 1970 - Gianni Infantino, Zwitsers bestuurder, zakenman en advocaat
- 1970 - Dželaludin Muharemović, Bosnisch voetballer
- 1971 - Raf Van Brussel, Belgisch zanger
- 1972 - Jonas Björkman, Zweeds tennisser
- 1972 - Nadja Hüpscher, Nederlands actrice
- 1972 - Guus Meeuwis, Nederlands zanger
- 1972 - Peter Møller, Deens voetballer
- 1972 - Erwin Vervecken, Belgisch wielrenner
- 1973 - Jerzy Dudek, Pools voetballer
- 1973 - Milorad Mažić, Servisch voetbalscheidsrechter
- 1973 - Rudy van Wessel, Nederlands schaker
- 1975 - Hossein Askari, Iraans wielrenner
- 1975 - Rita Grande, Italiaans tennisster
- 1975 - Katie Mactier, Australisch wielrenster
- 1975 - Edith Mastenbroek, Nederlands politica (overleden 2012)
- 1976 - Chris Hoy, Brits wielrenner
- 1977 - Chantal Boonacker, Nederlands paralympisch zwemster (overleden 2021)
- 1977 - Roman Fricke, Duits atleet
- 1978 - Walter Samuel, Argentijns voetballer
- 1978 - Patrick Thaler, Italiaans alpineskiër
- 1979 - Misty Hyman, Amerikaans zwemster
- 1979 - Meike de Jong, Nederlands journaliste en nieuwslezeres
- 1979 - Sophie Verlinden, Belgisch atlete
- 1980 - Asaf Avidan, Israëlisch singer-songwriter en muzikant
- 1980 - Ryan Day, Welsh snookerspeler
- 1980 - Roberto Rolfo, Italiaans motorcoureur
- 1980 - Edrissa Sonko, Gambiaans voetballer
- 1981 - Shelley Rudman, Brits skeletonster
- 1982 - Werner Heel, Italiaans alpineskiër
- 1982 - Goran Lovre, Servisch voetballer
- 1983 - Mo Farah, Brits atleet
- 1983 - Martha Komu, Keniaans/Frans atlete
- 1985 - Fernando Amorebieta, Venezolaans voetballer
- 1985 - Jonathan Hivert, Frans wielrenner
- 1985 - Regina Mader, Oostenrijks alpineskiester
- 1986 - Khalid Choukoud, Nederlands atleet
- 1986 - Eyong Enoh, Kameroens voetballer
- 1986 - Steven Strait, Amerikaans acteur
- 1988 - Jason Kenny, Engels baanwielrenner
- 1988 - Ayana Onozuka, Japans freestyleskiester
- 1988 - Fabien Schmidt, Frans wielrenner
- 1989 - Eric Maxim Choupo-Moting, Kameroens voetballer
- 1990 - Jaime Alguersuari, Spaans autocoureur
- 1990 - Gordon Hayward, Amerikaans basketbalspeler
- 1990 - Eugenie van York, Brits prinses
- 1991 - Facundo Campazzo, Argentijns basketballer
- 1992 - Ana Marcela Cunha, Braziliaans zwemster
- 1992 - Rynardt van Rensburg, Zuid-Afrikaans atleet
- 1993 - Salomon Nirisarike, Rwandees voetballer
- 1994 - Raisa Blommestijn, Nederlands juriste en filosofe
- 1994 - Adrián Dalmau, Spaans voetballer
- 1994 - Rob Schoofs, Belgisch voetballer
- 1994 - Oussama Tannane, Marokkaans-Nederlands voetballer
- 1995 - Michael Cherry, Amerikaans atleet
- 1995 - Victoria Pedretti, Amerikaans actrice
- 1996 - Alexander Albon, Brits-Thais autocoureur
- 1996 - Delphine Claudel, Frans langlaufster
- 1996 - Kimberley Le Court, Zuid-Afrikaans-Mauritiaans wielrenster
- 2000 - Annick Meijers, Nederlands volleybalster
- 2001 - Anna Aehling, Duits voetbalster
- 2001 - Anna Hall, Amerikaans atlete
- 2001 - Dalia Kaddari, Italiaans atleet
- 2003 - Tommaso Baldanzi, Italiaans voetballer
- 2003 - Emma Snerle, Deens voetbalster
- 2003 - Megan Stott, Amerikaans actrice
- 2004 - Smilla Vallotto, Zwitsers voetbalster

## Overleden

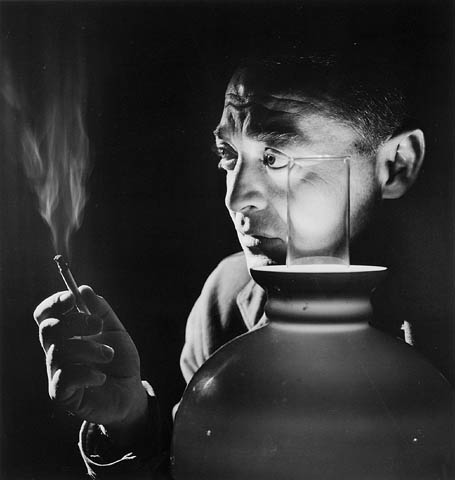
Peter Lorre
overleden in 1964

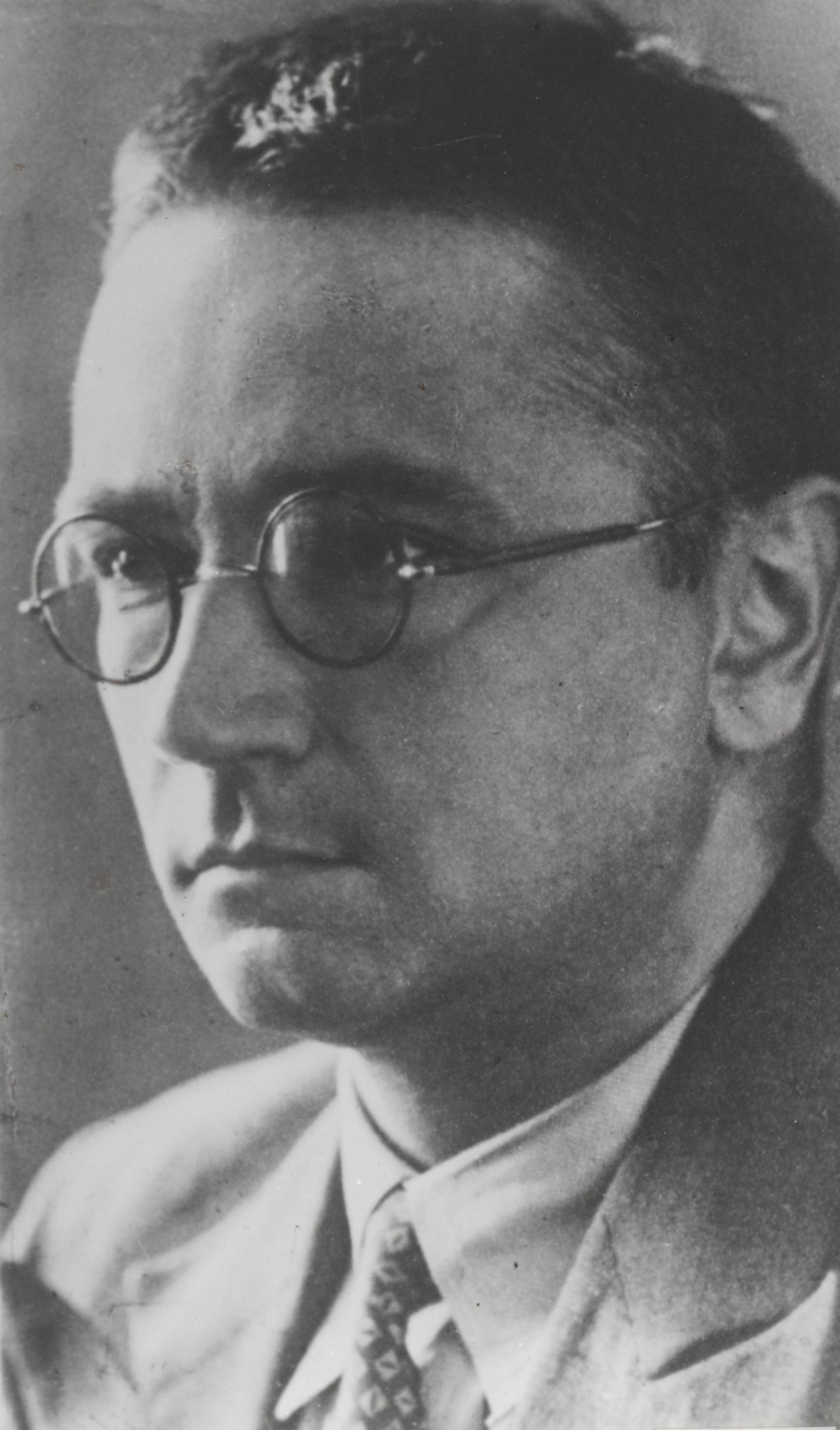
Simon Vestdijk
overleden in 1971

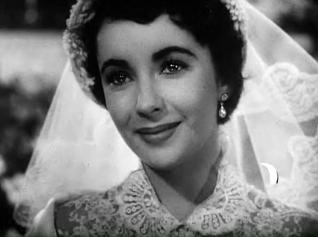
Elizabeth Taylor
overleden in 2011

- 1369 - Peter I van Castilië (34), koning van Castilië en Leon
- 1555 - Paus Julius III (67)
- 1748 - Johann Gottfried Walther (63), Duits componist en organist
- 1749 - Cornelis Sweerts (80), Nederlands dichter
- 1871 - Louis Hubené (53), Belgisch pianist, stadsbeiaardier en componist
- 1801 - Paul I (46), tsaar van Rusland
- 1842 - Stendhal (59), Frans schrijver
- 1897 - Sophie der Nederlanden (72), Duits groothertogin van Saksen-Weimar-Eisenach
- 1921 - Aernout Philip Theodoor Eyssell (83), Nederlands rechtsgeleerde
- 1942 - Jan Olieslagers (58), Belgisch luchtvaartpionier en motorrenner
- 1947 - Emil Jørgensen (65), Deens voetballer
- 1952 - Klaas Schilder (61), Nederlands theoloog en verzetsstrijder
- 1955 - Maximo Kalaw (63), Filipijns schrijver, bestuurder en politicus
- 1963 - Lee Eyerly (71), Amerikaans attractiebouwer en vliegenier
- 1964 - Peter Lorre (59), Hongaars-Amerikaans filmacteur
- 1971 - Basil Dearden (60), Engels regisseur en producer
- 1971 - Simon Vestdijk (72), Nederlands schrijver
- 1980 - Jacob Miller (27), Jamaicaans zanger
- 1981 - Mike Hailwood (40), Brits motor- en autocoureur
- 1981 - Beatrice Tinsley (40), Nieuw-Zeelands astronome en kosmoloog
- 1984 - Jean Prouvé (82), Frans architect en ontwerper
- 1985 - Anton Constandse (85), Nederlands journalist
- 1987 - Aad van Leeuwen (81), Nederlands sportjournalist
- 1991 - Fons Jansen (65), Nederlands cabaretier
- 1994 - Harry Stockman (75), Amerikaans autocoureur
- 2000 - Antony Padiyara (89), Indiaas kardinaal
- 2000 - Udham Singh (71), Indiaas hockeyer
- 2001 - Tommy Eyre (51), Brits toetsenist
- 2002 - Marcel Kint (87), Belgisch wielrenner
- 2004 - Jan van Genderen (80), Nederlands predikant en theoloog
- 2006 - Pío Leiva (88), Cubaans zanger
- 2006 - Johannes Arie van Nieuwenhuijzen (91), Nederlands theoloog en omroepvoorzitter
- 2007 - Ed Bailey (75), Amerikaans honkbalspeler
- 2007 - Paul Cohen (72), Amerikaans wiskundige
- 2007 - Bertel Gardberg (90), Fins ontwerper en zilversmid
- 2007 - Damian McDonald (34), Australisch wielrenner
- 2007 - Natascha Slijpen (34), Nederlands schrijfster en kunstschilderes
- 2007 - Michel Toussaint (84), Waals-Belgisch politicus en advocaat
- 2008 - Wim Mager (67), Nederlands fotograaf en ondernemer
- 2009 - Manuel del Rosario (93), Filipijns bisschop
- 2009 - Lloyd Ruby (81), Amerikaans autocoureur
- 2010 - Lauretta Masiero (82), Italiaans actrice
- 2010 - Blanche Thebom (91), Amerikaans operazangeres
- 2010 - Marva Wright (62), Amerikaans gospel- en blueszangeres
- 2011 - René De Feyter (81), Belgisch ondernemer
- 2011 - Elizabeth Taylor (79), Amerikaans actrice
- 2011 - Max Woiski jr. (80), Surinaams-Nederlands zanger en gitarist
- 2012 - Abdullahi Yusuf Ahmed (77), Somalisch politicus
- 2012 - Lonnie Wright (67), Amerikaans basketballer
- 2013 - Boris Berezovski (67), Russisch oligarch
- 2013 - Onofre Corpuz (86), Filipijns wetenschapper, minister en universiteitsbestuurder
- 2013 - Barbara Donald (70), Amerikaans jazztrompettiste
- 2013 - John Hatting (64), Deens zanger
- 2013 - Miguel Pourier (74), Antilliaans politicus
- 2014 - Regine Beer (93), Belgisch holocaustoverlevende
- 2014 - Pierre Heijboer (76), Nederlands journalist
- 2014 - Adolfo Suárez (81), Spaans minister-president
- 2015 - Lee Kuan Yew (91), Singaporees premier
- 2015 - Corinne Kruger (51), Nederlands kunstenares
- 2016 - Phife Dawg (Malik Isaac Taylor) (45), Amerikaans rapper
- 2016 - Ken Howard (71), Amerikaans acteur
- 2016 - Leo Pisa (87), Nederlands kledingontwerper en kunstverzamelaar
- 2016 - Jimmy Riley (61), Jamaicaans reggaezanger
- 2016 - Arie Smit (99), Indonesisch kunstschilder
- 2017 - Lola Albright (92), Amerikaans actrice en zangeres
- 2017 - William Henry Keeler (86), Amerikaans kardinaal
- 2018 - DuShon Monique Brown (49), Amerikaans actrice
- 2018 - Philip Kerr (62), Brits schrijver
- 2018 - Delores Taylor (85), Amerikaans actrice
- 2019 - Larry Cohen (77), Amerikaans filmregisseur en -schrijver
- 2019 - Rafi Eitan (92), Israëlisch geheim agent
- 2019 - Robert Janssen (87), Nederlands boeddhist en psycholoog
- 2019 - Lina Tsjerjazova (50), Oezbeeks freestyleskiester
- 2020 - Lucia Bosè (89), Italiaans actrice en Miss Italië
- 2021 - Edmund Gettier (93), Amerikaans filosoof
- 2021 - Tatjana Lolova (87), Bulgaars actrice
- 2021 - Julie Pomagalski (40), Frans snowboardster
- 2021 - George Segal (87), Amerikaans acteur
- 2022 - Madeleine Albright (84), Amerikaans politica
- 2022 - Karl van Hessen (84), Duits royalty
- 2023 - Peter Shelley (80), Brits popzanger en songwriter
- 2024 - Eli Noyes (81), Amerikaans animator
- 2024 - Maurizio Pollini (82), Italiaans pianist
- 2025 - Bram Biesterveld (86), Nederlands acteur
- 2025 - Geoffrey Nyarota (74), Zimbabwaans journalist en schrijver
- 2025 - Toru Terasawa (90), Japans atleet

## Viering/herdenking

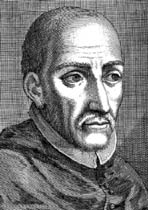
Turibius de Mogrovejo

- Pasen in 1636, 1704, 1788, 1845, 1856, 1913, 2008. Eerstvolgende is in 2160.
- Pakistan Day: Pakistanresolutie - Pakistan werd een republiek in 1956
- Werelddag voor meteorologie, ingesteld door Verenigde Naties n.a.v. de oprichting op 23 maart 1950 van de Wereld Meteorologische Organisatie.
- Rooms-katholieke kalender:
  - Heilige Turibius de Mogrovejo († 1606) - Vrije Gedachtenis
  - Heilige Martelaren van Caesarea: Domitius en Aquila van Caesarea († 361)
  - Heilige Viktoriaan († 484)
  - Heilige Ethelwald (van Farne) († 699)
  - Heilige Rebekka (Al Rayès) († 1914)
  - Heilige Jozef Oriol († 1702)
  - Heilige Walter van Pontoise († 1095)
  - Zalige Methodius Trčka († 1959)

## Weerextremen

### Nederland
| | Officiële records | Officiële records | Officiële records |      | Landelijke records | Landelijke records | Landelijke records          |
| Gebeurtenis | Jaar              | Extreem           | Locatie           | Jaar | Extreem            | Locatie            |                             |
| --- | ----------------- | ----------------- | ----------------- | ---- | ------------------ | ------------------ | --------------------------- |
| Laagste etmaalgemiddelde temperatuur (°C) | 1958              | −2,1              | De Bilt           |      | 1958 2013          | −2,8               | Eelde, Twenthe Nieuw Beerta |
| Hoogste etmaalgemiddelde temperatuur (°C) | 1903              | 14,1              | De Bilt           |      | 1903               | 14,1               | De Bilt                     |
| Laagste minimumtemperatuur (°C) | 1958              | −6,6              | De Bilt           |      | 1958               | −8,0               | Twenthe                     |
| Hoogste minimumtemperatuur (°C) | 2023              | 10,5              | De Bilt           |      | 2023               | 11,1               | Cabauw, Herwijnen           |
| Laagste maximumtemperatuur (°C) | 1916              | 0,7               | De Bilt           |      | 1958               | −0,2               | Eelde                       |
| Hoogste maximumtemperatuur (°C) | 1903, 1945        | 20,0              | De Bilt           |      | 1945               | 22,8               | Maastricht                  |
| Hoogste uurgemiddelde windsnelheid (m/s) | 1994              | 14,4              | De Bilt           |      | 1981               | 22,6               | Cadzand                     |
| Hoogste windstoot (m/s) | 1994              | 27,8              | De Bilt           |      | 1981 1994          | 28,3               | Cadzand Vlissingen          |
| Langste zonneschijnduur (uur) | 2012, 2020, 2022  | 11,3              | De Bilt           |      | 2020               | 11,6               | Lauwersoog                  |
| Langste neerslagduur (uur) | 1987              | 15,6              | De Bilt           |      | 1987               | 20,1               | Eindhoven                   |
| Hoogste etmaalsom van de neerslag (mm) | 2001              | 16,0              | De Bilt           |      | 2001               | 19,5               | Lelystad                    |
| Laagste etmaalgemiddelde relatieve vochtigheid (%) | 1933              | 36                | De Bilt           |      | 2020               | 35                 | Arcen, Eindhoven            |
| Laagste uurwaarde luchtdruk op zeeniveau (hPa) | 1983              | 984,1             | De Bilt           |      | 1983               | 981,1              | Leeuwarden                  |
| Hoogste uurwaarde luchtdruk op zeeniveau (hPa) | 2011              | 1042,0            | De Bilt           |      | 2011               | 1042,4             | De Kooy                     |
| Officiële records worden altijd gemeten op het KNMI-weerstation in De Bilt. Landelijke records kunnen worden gemeten op elk officieel KNMI-weerstation in Nederland. |                   |                   |                   |      |                    |                    |                             |

Uitzonderlijke gebeurtenissen
- 1903 - Eerste officiële warme dag van het jaar (maximumtemperatuur ≥ 20 °C in De Bilt)
- 1903 - Eerste landelijke warme dag van het jaar gemeten in De Bilt (maximumtemperatuur ≥ 20 °C op een officieel weerstation)
- 1908 - Eerste landelijke zachte dag van het jaar gemeten in Eelde (maximumtemperatuur ≥ 15 °C op een officieel weerstation)
- 1928 - Eerste officiële zachte dag van het jaar (maximumtemperatuur ≥ 15 °C in De Bilt)
- 1945 - Eerste officiële warme dag van het jaar (maximumtemperatuur ≥ 20 °C in De Bilt)
- 1945 - Eerste landelijke warme dag van het jaar gemeten in De Bilt,Eelde en Maastricht (maximumtemperatuur ≥ 20 °C op een officieel weerstation)
- 1955 - Eerste landelijke zachte dag van het jaar gemeten in Eindhoven (maximumtemperatuur ≥ 15 °C op een officieel weerstation)
- 1973 - Eerste officiële zachte dag van het jaar (maximumtemperatuur ≥ 15 °C in De Bilt)
- 1973 - Eerste landelijke zachte dag van het jaar gemeten in De Bilt, Deelen, Eelde, Eindhoven, Gilze-Rijen, Hoek van Holland, Maastricht, Rotterdam, Schiphol, Soesterberg, Twenthe en Volkel (maximumtemperatuur ≥ 15 °C op een officieel weerstation)
- 2023 - Officieel hoogste minimumtemperatuur in °C van maart dit jaar gemeten in De Bilt: 10,5

### België
Dagrecords
- 1837 - Laagste etmaalgemiddelde temperatuur −3,4 °C
- 1945 - Hoogste etmaalgemiddelde temperatuur 16,5 °C
- 1883 - Laagste minimumtemperatuur −7 °C
- 1945 - Hoogste maximumtemperatuur 22,4 °C
- 1987 - Hoogste etmaalsom van de neerslag 18,7 mm

Uitzonderlijke gebeurtenissen
- 1958 - Minimumtemperatuur −12,8 °C op de Baraque Michel (Jalhay).

<< · 1 · 2 · 3 · 4 · 5 · 6 · 7 · 8 · 9 · 10 · 11 · 12 · 13 · 14 · 15 · 16 · 17 · 18 · 19 · 20 · 21 · 22 · 23 · 24 · 25 · 26 · 27 · 28 · 29 · 30 · 31 · >>